# 肯尼斯·戴克
肯尼斯·昂武卡·戴克（英語：Kenneth Onwuka Dike，1917年12月17日—1983年10月26日），尼日利亚教育家、伊博族历史学家，也是该国顶尖学府伊巴丹大学的首位本土副校长。尼日利亚内战期间，他前往哈佛大学，回国后创立了主导至1970年为止尼日利亚历史写作的伊巴丹学派。他被加拿大籍历史学家基斯·桑迪佛德评为“在创造一代不受欧洲中心史观影响的非洲历史学家的方面发挥了引领作用”。戴克的主要著作有《尼日利亚历史记录的保存管理报告》（1953）、《尼日尔河三角洲的贸易与政治（1930—1890）》（1956）、《英国在尼日利亚的百年统治》（1957）和《尼日尔使命的起源》（1958）等。

## 生平
戴克出生于尼日利亚东部的奥卡，曾经在西非塞拉利昂的弗拉贝大学就读。之后，他先后获得英格兰杜伦大学的学士学位、苏格兰阿伯丁大学硕士学位和伦敦国王学院博士学位。戴克后来加入伊巴丹大学历史系，于1960年代在与非洲有关的历史学出版物中促进非洲主导地位发挥了先锋带头作用。1963年他当选首届加纳国际非洲人大会组委会主席，力求细致地从非殖民者的角度研究非洲历史，出版了本土语言和外语写就的研究成果以便当地母语者认识历史、让人们用普通人的视角看待非洲历史。戴克是伊巴丹国际学校的首任校长，1965年当选英联邦大学协会主席。戴克造就了研究非洲历史的分水岭，由于在伦敦获得了博士学位，他成为第一个完成西式史学专门培训的非洲人，也是伊巴丹大学第一个非洲裔历史学教授和历史系主任。1954年他创办了尼日利亚国家档案馆。戴克开创了“本地人写本地史”的伊巴丹学派，并促进了非洲人民的口述作为历史依据的实践。